# St. Godehard (Braunschweig)
Die Kirche St. Godehard war eine katholische Kirche in Braunschweig (Niedersachsen). Zuletzt gehörte die Kirche zur Braunschweiger Pfarrgemeinde St. Aegidien, im Dekanat Braunschweig des Bistums Hildesheim. Die Kirche war nach dem heiligen Godehard von Hildesheim benannt und befand sich in der Holzmindener Straße 25, das benachbarte Pfarrhaus im Zuckerbergweg 25. Heute ist St. Bernward im zwei Kilometer entfernten Stadtteil Heidberg die nächstgelegene katholische Kirche.

## Geschichte
1962 erfolgte die Grundsteinlegung der Kirche, und am 4. August 1963 ihre Konsekration. Am 1. August 2004 wurde die Pfarrvikarie St. Godehard aufgelöst und der Propstei-Pfarrgemeinde St. Aegidien angeschlossen. Die Kirche wurde auch von einer kroatischen Gemeinde mitgenutzt.
Am 21. Februar 2009 erfolgte ihre Profanierung durch Bischof Norbert Trelle. Pläne eines Investors, die Kirche zu Eigentumswohnungen umzubauen, wurden nicht realisiert. Das Kirchengebäude wurde abgerissen, auf dem Grundstück entstand um 2011 ein Einfamilienhaus.

## Architektur und Ausstattung
Die Kirche wurde als Massivbau mit Turm nach den Plänen von Rudolf Friedrich (Architekturbüro Friedrich und Menzel aus Destedt) erbaut und befand sich in rund 80 Meter Höhe über dem Meeresspiegel. Ihre Orgel, 1962 von E. F. Walcker & Cie. erbaut, fand einen neuen Platz in der Auferstehungskapelle des katholischen Friedhofs in Braunschweig; ihre Marienstatue kam in die St.-Christophorus-Kirche.